# 陳世濬
陳世濬（？—？），字学鋐，號石室，福建福州府福清县人。明末政治人物。

## 生平
曾伯祖陈伯谅，字执之，正德三年进士，官至四川提学副使。
萬曆四十六年（1618年）戊午科福建乡试举人，崇祯十三年（1640年）庚辰科進士，工部观政，官行人司行人。